# EnerJew
EnerJew és un moviment juvenil jueu que va ser fundat en 2013, aquest moviment és actiu als països de la Comunitat d'Estats Independents, les seves activitats tenen com a finalitat crear un vincle profund entre els adolescents jueus i la seva herència cultural. EnerJew ha crescut a un ritme considerable i l'any 2015 comptava amb 1,800 membres adolescents d'entre 13 i 18 anys, a 25 ciutats de diversos països de la regió. EnerJew pretén que els joves passin a ser una part integral i activa de la comunitat jueva. EnerJew desenvolupa activitats pels joves i promou la pràctica del judaisme, perquè aquests gradualment s'integrin dins de la comunitat. EnerJew proporciona als joves els coneixements necessaris i les habilitats per esdevenir membres de les seves respectives comunitats. El moviment es concentra en tres areas clau: connexió, continuïtat i iniciativa.